# Karl Dietrich Hüllmann
Karl Dietrich Hüllmann (Erdeborn, 1765. szeptember 10. – Bonn, 1846. március 4.) német történész.

## Élete
Tanulmányait Halléban végezte. 1876-tól a brémai kereskedelmi iskolán, 1792-től bergei kolostorban, azután pedig Berlinben működött mint tanár. 1795-ben docense, 1797-ben pedig rendes tanára lett az odera-frankfurti egyetemnek. 1808-ban Königsbergbe, 1818-ban pedig Bonnba hívták. Mint az újonnan alapított Bonni Egyetemnek első rektora nagy érdemeket szerzett az egyetem szervezése körül. Művei forrástanulmányokon alapszanak.

## Művei
- Deutsche Finanzgeschichte des Mittelalters (uo. 1805)
- Geschichte des Ursprungs der Regalien in Deutschland (Frankfurt, 1806)
- Geschichte des Ursprungs der Stände in Deutschland (uo. 1806-1808, 3 kötet, 2-ik átdolgozás Berlin, 1830)
- Geschichte der Domänenbenutzung in Deutschland (Frankfurt, 1807)
- Geschichte des Byzantinischen Handels (uo. 1808)
- Das Städtewesen des Mittelalters (uo. 1825-29, 4 kötet)